# Lluís de Sanç i Manegat
Lluís de Sanç i Manegat (Puigcerdà, 1547 – Barcelona, 1620) fou fill de Francesc Sanç i Caterina Manegat i Comelles, primer bisbe de Solsona
Desenvolupà la seva tasca religiosa com a capellà a Puigcerdà i a Ur (Cerdanya). Més tard fou nomenat canonge i vicari General d'Urgell, canonge de Barcelona, substituint al seu oncle Rafael Manegat, comissari de la Santa Croada, prior del Castell de Centelles, visitador general dels Tribunals Reials al Regne de Mallorca i bisbe d'Elna. El 1594 fou consagrat com a primer bisbe de Solsona tanmateix com a comandatari de Gerri. L'any 1612 fou nomenat bisbe de Barcelona on morí el 1620 i fou enterrat a la catedral.
La seva obra literària es redueix a Ordinarium seu rituale ecclesiae barcinonensis i la biografia inacabada de Margarida Serafina de Manresa. Cal destacar que, segons la Gran Enciclopèdia Catalana, a la seva làpida de mort hi figura erròniament com a segon cognom Còdol i no pas Manegat.
El mes de gener de 1614 decretà el primer reglament del Seminari Conciliar de Barcelona, les Ordinacions del Col·legi o Seminari Episcopal de Nostra Senyora de Montalegre de la Ciutat de Barcelona, fetas per ordre y manament del molt Iltre. Rm. Señor Don Lluis Sans Bisbe de Barcelona.